# Oregon Museum of Science and Industry

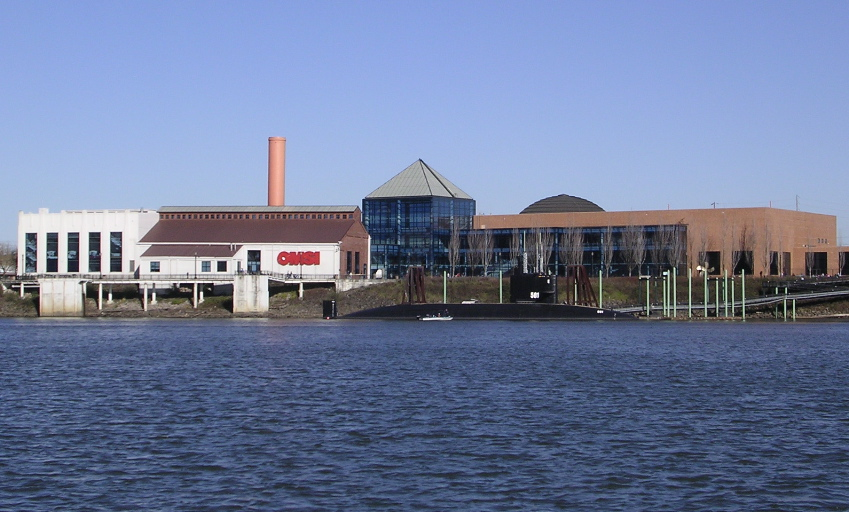
Das Museum von der Wasserseite

Das Oregon Museum of Science and Industry (OMSI) ist ein Technikmuseum in Portland, Oregon. Es liegt am Ufer des Willamette River.

## Geschichte
Das OMSI wurde 1944 gegründet. Zu Beginn saß es im Portland Hotel, zog aber 1949 in ein angemietetes Haus. 1950 eröffnete das Museum das erste Planetarium im pazifischen Nordwesten. 1956 baute das Museum mit Hilfe von Freiwilligen ein erstes eigenes Gebäude am Washington Park. Bis 1970 hatten drei Millionen Menschen das Museum besucht.
1987 stiftete Portland General Electric dem Museum das Land am Willamette River, 1992 zog das Museum dort ein. Zum 60-jährigen Jubiläum wurde das Museum für 4,2 Millionen US-Dollar umgebaut und modernisiert, 2005 zog das OMSI seinen 10-millionsten Besucher an.

## Finanzierung
Das Museum ist als gemeinnützig anerkannt und erhält keine öffentlichen Zuwendungen. Es finanziert sich aus Eintrittsgeldern, Spenden und Mitgliedsbeiträgen. Im Zeitraum Mai 2006 bis Mai 2007 nahm das Museum so fast 19 Millionen Dollar ein und gab fast 17,5 Millionen Dollar aus.

## Ausstellungen
Eine Besonderheit ist ein U-Boot, das vor dem Museum im Willamette River liegt und 1994 von der United States Navy übernommen wurde. Es handelt sich um die USS Blueback, ein konventionell angetriebenes Boot der Barbel-Klasse, das 66,9 Meter lang ist und von den Museumsbesuchern besichtigt werden kann. Vor dem Museum steht der Propeller des Bootes.
Zusätzlich hat das Museum mehrere Wissenschaftsbereiche, darunter eine eigene Halle für temporäre Ausstellungen, in der 2007 beispielsweise die Körperwelten zu Gast waren. Weiter gibt es die Turbine Hall, in der eine Dampfturbine installiert ist und mehrere Laboratorien für Chemie, Physik, Technologie und Laser und Holografie.
Neben den Exponaten besitzt das OMSI ein Planetarium mit einem Digistar-II-Projektor und ein Omnimax-3D-Kino. Ein weiterer Bereich ist der sogenannte Science Playground in dem Kleinkinder spielerisch Naturwissenschaft erforschen können.